# 조제환
조제환(趙齊桓, 1868년 ~ 1927년 11월 21일)은 대한제국과 일제강점기의 관료로, 본관은 평양이며 본명은 조두환(趙斗桓, 1894년 개명 이전까지 사용함), 본적은 한성부 남서(南署) 훈도방(薰陶坊) 죽동(竹洞)이다.

## 생애
1888년 2월 10일 전보국 위원(電報局委員)으로 임명되었으며 1895년 3월부터 1899년 5월까지 일본으로 유학했다. 1904년 성진우체사 주사(城津郵遍司主事, 1904년 6월 9일 임명)를 역임했으며 1905년 옥구전보사 주사(沃溝電報司主事, 1905년 1월 12일 임명 ~ 1905년 4월 8일 의원 면직)를 역임했다.
1907년 내각 서기관(1907년 6월 19일 임명), 내부 회계국장(1907년 6월 27일 임명)을 역임했으며 1908년 내부 문서과장(1908년 1월 15일 임명)을 역임했다. 한일 병합 조약 체결 이후인 1910년 10월 1일 조선총독부 중추원 찬의에 임명되었지만 1911년 2월 25일 의원 면직되었다.
1911년 3월 14일부터 1911년 10월 28일까지 경상남도 김해군수를 역임했으며 1926년부터 1927년까지 조선총독부 중추원 조사과 촉탁을 역임했다. 2002년, 민족정기를 세우는 국회의원모임이 광복회와 함께 발표한 친일파 708인 명단의 중추원 부문에 포함되었다.

## 같이 보기
- 조선총독부 중추원

## 참고자료
- 조제환 - 국사편찬위원회